# Charles Sykes
Pour les articles homonymes, voir Sykes.

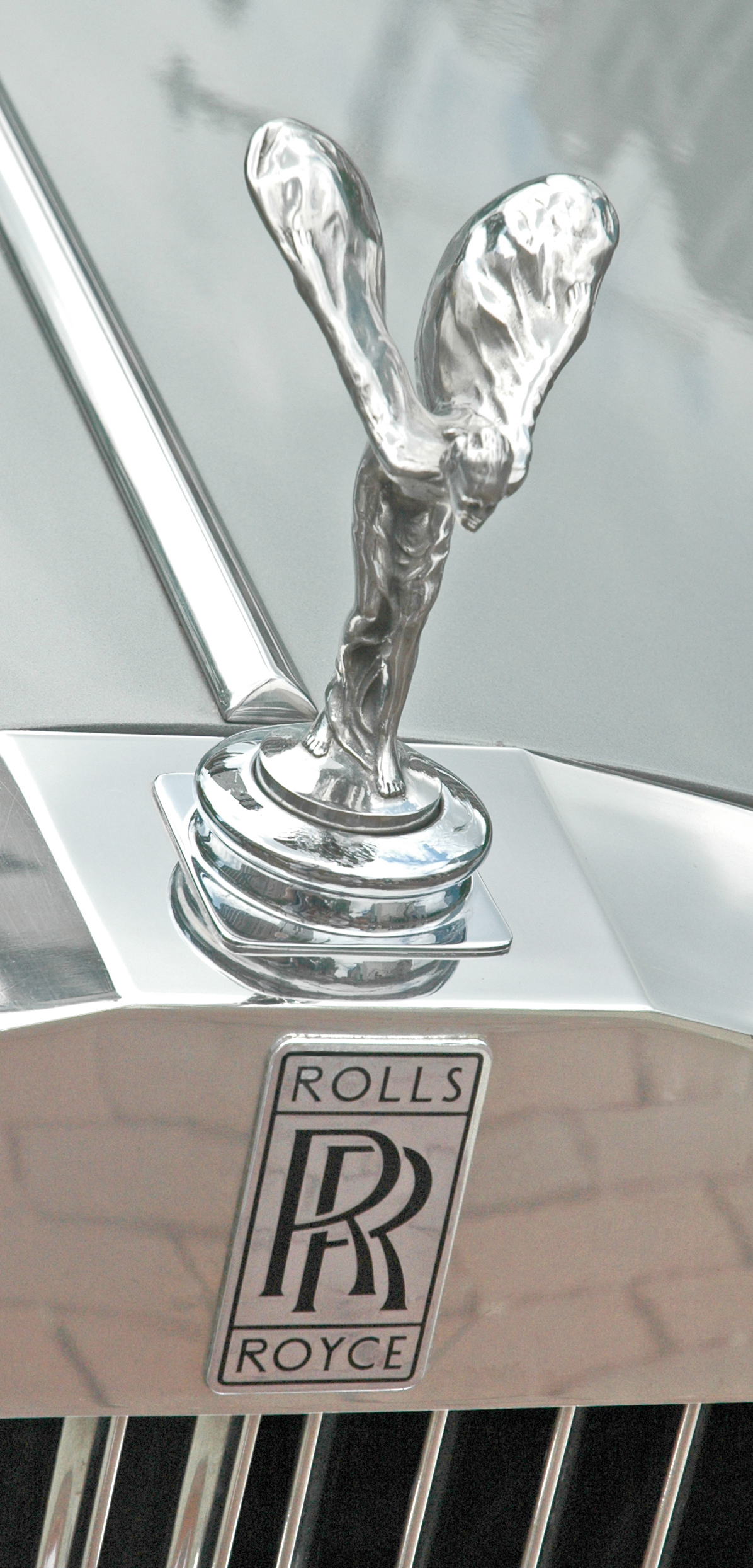
Photo de la statuette Spirit of Ecstasy sur le devant d'une Rolls-Royce

Charles Robinson Sykes, né le 18 décembre 1875 à Brotton, Yorkshire, Angleterre, et mort en 1950, est un peintre et sculpteur anglais, connu pour avoir conçu Spirit of Ecstasy, la statuette mascotte des voitures Rolls-Royce.

## Histoire de la sculpture
Il réalise cette sculpture en 1911 à la demande de Claude Johnson, le président-directeur de la marque. 
Destinée à orner la proue des véhicules, au sommet du radiateur, la statuette devait inspirer « l'esprit de la Rolls-Royce, précisément : la vitesse et le silence, l'absence de vibrations, une grande puissance mystérieusement couplée avec un bel organisme vivant d'une grâce superbe… ».